# Wprost
Wprost is een Pools opinieweekblad dat sinds 2010 door Platforma Mediowa Point Group wordt uitgegeven. De eerste editie verscheen op 5 december 1982 als regionaal tijdschrift. Sinds 1989 wordt Wprost in heel Polen uitgegeven. In het blad staan politieke commentaren en maatschappelijke beschouwingen, die vanuit een rechts dan wel conservatief standpunt zijn geschreven.
In juni 2007 zorgde Wprost voor ophef in Duitsland met, zoals wel vaker, een provocerende omslag. Op het voorblad werd bondskanselier Angela Merkel door beeldmanipulatie afgebeeld alsof zij borstvoeding geeft aan premier Jarosław Kaczyński en president Lech Kaczyński. In een van de artikelen werd zij door een Poolse overheidsfunctionaris bekritiseerd omdat zij Polen niet serieus zou nemen. De Duitse FDP-politicus Rainer Brüderle noemde de beeltenis smakeloos en ook politici van andere Duitse partijen uitten hun verontwaardiging. Stanisław Janecki, toenmalig hoofdredacteur van Wprost, zei dat het maar een grapje was.
Wprost publiceert jaarlijks onder meer een lijst van de honderd rijkste Polen.

## Hoofdredacteuren
- Janusz Przybysz (1982-1983)
- Waldemar Kosiński (1983-1989)
- Marek Król (1989–2006)
- Piotr Gabryel (2006–2007)
- Stanisław Janecki (2007–2010)
- Tomasz Lis (2010–2012)
- Michał Kobosko (2012-2013)
- Sylwester Latkowski (2013-heden)